# Кремениця
Кремениця (словен. Kremenica) — поселення в общині Іг, Осреднєсловенський регіон, Словенія. Висота над рівнем моря: 317,4 м.